# Rovira
Pour les articles homonymes, voir Rovira (homonymie).
Rovira est une municipalité colombienne située dans le département de Tolima.